# NGC 3406-1
NGC 3406-1 (другие обозначения — UGC 5970, MCG 9-18-40, ZWG 267.20, KCPG 253A, PRC D-16, PGC 32580) — линзовидная галактика в созвездии Большой Медведицы. Открыта Джоном Гершелем в 1831 году. 
Составляет пару с пекулярной галактикой NGC 3406-2, расстояние между компонентами составляет 6,7 килопарсек. Обе галактики в паре достаточно массивные, с массой более 1011 M⊙. Большая часть звездообразования в паре происходит в ядре NGC 3406-1, общий темп звездообразования в паре довольно низок и составляет около 1 M⊙ в год.